# Винца
Винца (на гръцки: Βίντσα) е река в Егейска Македония, Гърция, ляв приток на Бистрица (Алиакмонас).
Реката извира в Червена гора (Вуринос) източно от връх Падес (1110 m). Тече на север, след което западно от връх Микро Кастраки (1126 m) завива на запад, а при връх Вуртопос на югозапад. Тук носи името Палиомадано или Палиоманданос. Излиза от планината източно от връх Панделони и приема южна посока. Тук носи името Хаврос. Минава източно от връх Кукос (689 m) и приема същото име Кукос. Влива в Бистрица под имено Винца срещу село Палюрия.